# Yavuzlu, Kilis
Yavuzlu là một thị trấn thuộc thành phố Kilis, tỉnh Kilis, Thổ Nhĩ Kỳ. Dân số thời điểm năm 2010 là 1.827 người.